# 스타맥스
스타맥스는 대한민국의 비디오 게임 회사이다. 

## 설명
스타맥스의 2000년에 설립된 기업이다. 스타맥스는 비디오 게임을 제작하는 업체로 수다맨과 연변총각이 대표적인 기업의 제품이 된다. 그외에 스타맥스에서 만든 비디오 게임은 수다맨의 연변캐롤이 있으며 두 게임은 모두 수다맨을 연기하는 강성범을 주인공으로 하는 비디오 게임이 된다.

## 같이 보기
- 비디오 게임
- 기업